# 천명제
천명제(天命帝, 1559년 5월 14일~1626년 9월 30일)는 청나라의 전신인 후금의 초대 칸으로, 아울러 청나라의 실질적인 창업 군주로 간주된다.
건주여진 출신이자 추장 집안의 후손으로, 각각의 여진 종족들간의 패권 투쟁에서 승리하여, 1616년 자신을 칸으로 선포하고 이후 후금을 건국했다. 휘는 아이신기오로 누르하치(만주어: ᠠᡳ᠌ᠰᡳᠨ
ᡤᡳᡠ᠋ᡵᠣ
ᠨᡠᡵᡤᠠᠴᡳ Aisin Gioro Nurgaci), 묘호는 태조(太祖, 만주어: ᡨᠠᡳᡯᡠ Taidzu)이고, 연호는 천명(天命, 만주어: ᠠᠪᡴᠠᡳ
ᡶᡠᠯᡳᠩᡤᠠ Abkai Fulingga, 몽골어: ᠲᠡᠭᠷᠢ ᠶᠢᠨ
ᠪᠣᠰᠣᠭᠲᠣ Tengri-yin Bošugtu)이라고 부른다. 첫번째 시호는 승천광운성덕신공조기립극인효무황제
(太祖承天廣運聖德神功肇紀立極仁孝武皇帝)으로, 줄여서 타이주 호롱고 한(太祖武皇帝, 만주어: ᡨᠠᡳᡯᡠ
ᡥᠣᡵᠣᠩᡤᠣ
ᡥᠠᠨ Taidzu Horonggo Han), 네번째 시호는 승천광운성덕신공조기입극인효예무단의흠안홍문정업고황제(承天廣運聖德神功肇紀立極仁孝睿武端毅欽安弘文定業高皇帝)으로, 줄여서 고황제(太祖高皇帝, 만주어: ᡩᡝᡵᡤᡳ
ᡥᡡᠸᠠᠩᡩᡳ Taidzu Dergi Hūwangdi)이다. 별호로는 태조한조종(太祖汗祖宗, 만주어: ᡨᠠᡳᡯᡠ
ᡥᠠᠨ
ᠮᠠᡶᠠ Taidzu Han Mafa)이 있다. 생전 도장에 새겨진 칭호는 압카이 풀링가 아이신 구룬 한(만주어: ᠠᠪᡴᠠᡳ

ᡶᡠᠯᡳᠩᡤᠠ
ᠠᡳᠰᡳᠨ

ᡤᡠᡵᡠᠨ
ᡥᠠᠨ Abkai Fulingga Aisin Gurun Han)이다.

## 이름
누르하치(한국 한자: 老乙可赤 노을가적, 중국어 정체자: 努爾哈赤、奴兒哈赤, 간체자: 努尔哈赤、奴儿哈赤, 병음: Nǔ’ěrhāchì · Nú’érhāchì, 만주어: ᠨᡠᡵᡤᠠᠴᡳ Nurgaci)의 이름은 지금까지 누르하치·누르카치와 누하치 등의 독법이 있지만, 누르가치가 올바른 명칭이다. 그의 이름은 만주어로 멧돼지 가죽이라는 뜻을 가진 누허치(奴可齊, 만주어: ᠨᡠᡥᡝᠴᡳ Nuheci)에서 유래한 것이라고 추정하기도 한다.

## 생애
누르가치는 1559년 5월 14일에 태어났다. 사료로 고증할 수 있는 그의 모친은 아구(阿古, 만주어: ᠠᡤᡠ Agu) 도독의 딸이며, 성은 히타라(喜塔腊, 만주어: ᡭᡳᡨᠠᡵᠠ Hitara), 이름은 어머치(額穆齊, 만주어: ᡝᠮᡝᠴᡳ Emeci)인 그녀는 탁시(搭克世, ᡨ᠋ᠠᡴ᠋ᠰᡳ, Taksi)와의 사이에서 3남 1녀를 낳았다. 첫째가 누르가치, 셋째 아들이 슈르가치, 넷째 아들이 야르가치(雅爾哈齊, 만주어: ᠶᠠᡵᡤᠠᠴᡳ Yargaci)다. 딸은 정확한 이름이 남아있지 않다. 누르가치의 집안은 건주여진의 숙수후부(蘇克素滸部, 만주어: ᠰᡠᡴᠰᡠᡥᡠ
ᠠᡳᠮᠠᠨ Suksuhu Aiman)에 속했다.
누르가치는 당시 요동을 지배하였던 고려인 출신 요동총병관(遼東總兵官) 이성량(李成梁)의 지배와 후원을 받고 있었다. 요동에서 개원(開原) 동부에 이르는 지역에 살던 해서여진(海西女眞)을 통합하여 하다국(Hada gurun, 哈達國)을 설립하고, 여진과 몽골의 지도자들은 물론 명나라의 요동총병 이성량과도 밀접한 정치적 경제적 관계를 맺었던 완 한(만주어: ᠸᠠᠨ
ᡥᠠᠨ Wan Han)의 족녀 하다나라 컨저(哈達那拉 懇哲, 만주어: ᡥᠠᡩᠠ
ᠨᠠᡵᠠ
 ᡴᡝᠨᠵᡝ Hada Nara Kenje)의 학대를 받아 18세의 나이에 퉁갸씨와의 결혼과 동시에 동생 슈르가치 등과 함께 분가했다. 탁시는 분가하는 누르가치에게 노비 남성 6명, 여성 5명, 마 2기, 소 4마리를 지급했다. 누르가치는 처가인 퉁갸 가문으로 가서 직접 인삼을 채취하여 명나라 상인들에 파는 등 빈곤하게 살아간다. 6년 뒤, 조부 교창아와 부 탁시가 구러산성 공방전에서 명군의 오인으로 살해되자 본성 허투아라로 귀환했다.

### 여진 통일과후금건국
16세기 말기, 누르가치가 정복하기 직전의 여진 제부는 현재 중국 둥베이와 러시아 연해주를 포괄하는 광활한 지역에서, 초기적 형태의 국가들을 이루거나 부족 혹은 씨족 단위로 흩어져 거주하고 있었다. 명나라는 여진의 지역에 일종의 행정구획인 위소(衛所)를 200여 개를 설치하고, 여진의 여러 부족장을 그 수장으로 임명하여 간접적으로 통제했다. 이때 명이 설치한 여진위소는 종족, 인구수 등 모든 면에서 명나라 내지의 위소와는 전혀 다른 전통적 여진부락에 불과하며 여진 종족들의 부락에 위소의 이름을 형식적으로 붙인 것에 불과하였다.
건주여진은 압록강의 북쪽으로 후너허 강 상류부터 퉁갸 강에 걸쳐 거주했으며, 숙수후(만주어: ᠰᡠᡴᠰᡠᡥᡠ Suksuhu)·후너허(渾河, 만주어: ᡥᡠᠨᡝᡥᡝ Hunehe)·왕기얀(完顔, 만주어: ᠸᠠᠩᡤᡳᠶᠨ Wanggiyan)·동고(董鄂, 만주어: ᡩᠣᠩᡤᠣ
 Donggo)·저천(哲陳, 만주어: ᠵᡝᠴᡝᠨ Jecen)의 5개의 부(部) 혹은 아이만(aiman)으로 나뉘어 있었다. 건주 5부는 각각은 본래 별개로 세워진 독립 세력이며, 각각의 집단 사이의 혈연적·종족적 결합관계는 확인되지 않는다. 이외에 백두산 일대의 너연(訥殷, 만주어: ᠩᡝᠶᡝᠨ Neyen)·주셔리(朱舍里, 만주어: ᡷᡠᡧᡝᡵᡳ Jušeri)·얄루 기양(鴨綠江, 만주어: ᠶᠠᠯᡠ
ᡤᡳᠶᠠᠩ Yalu Giyang)의 세 아이만도 건주여진의 일부로 분류되기도 하였다.
숙수후부 출신의 누르가치의 조부와 부친이 아타이를 공격하던 명군에게 살해 당한 뒤 이성량은 그를 위무하기 위한 작업에 나섰다. 우선 그에게 칙서를 수여하고 말을 하사했다. 그에게 지휘 직위를 주도록 명나라 조정에 건의했을 가능성도 있다. 그러나 이성량과는 달리 요동 관원들은 니칸 와이란에게 더 많은 호의를 베풀었다. 이런 행동은 누르가치의 불만을 샀다.
당시 건주여진에는 여러 막강한 세력이 있었다. 숙수후부, 후너허부, 왕야부, 동오부 등으로 나눌 수 있다. 이들 부족은 명 조정에서 니칸 와이란을 지지하는 것을 보고 누르가치와 가까이 하지 않았다. 심지어 같은 닝구타 일족인 기오창가의 여러 형제들 세력조차 니칸 와이란에게 귀순해 의지했다.
누르가치 역시 명 조정에 드러내놓고 강하게 나갈 수는 없었다. 그는 도리 없이 몰래 니칸 와이란에게 불만이 있거나 원한이 있는 건주의 작은 부족의 수령들과 긴밀한 연계를 취했다. 대표적인 인물로는 갸무후성의 주인 가하샨(만주어: ᡤᠠᡥᠠᡧᠠᠨ Gahašan), 사르후성의 주인 구와라(만주어: ᡤᡡᠸᠠᡵᠠ Gūwara)와 그 아우 노미나(만주어: ᠨᠣᠮᡳᠨᠠ Nomina) 등이었다. 그들은 너 나 할 것 없이 서로 힘을 모아 니칸 와이란을 타도하는 대열이 동참하기로 하늘에 맹세했다고 한다.
다른 한편, 누르가치는 명나라 조정에 "내 조부와 부친의 죽음은 사실 니칸 와이란의 사주에 의한 것아다. 그를 사로잡아 나에게 넘겨줘야 비로소 마음이 편하겠다"는 입장을 전달했다. 명 조정은 당연히 그에게 회답하지 않았고, 누르가치는 부조의 복수를 위한 군대를 일으키는 빌미로 얼마 후 니칸 와이란에게 전쟁을 선포했다.
누르가치의 세력은 크지 않았는데 건주의 각 부족에서 그를 지지한 사람은 100명에 불과했다. 그의 부친도 그이기 고작 갑옷 13벌의 미미한 유산만 물려줬다. 그러나 누르가치는 이런 열악한 상황이고 불구하고 1583년 5월에 니칸 와이란이 성주인 투런(만주어: ᡨᡠᡵᡝᠨ Turen)이라는 성으로 진공을 개시했다. 출병 당시에 노미나가 니칸 와이란과 내통해 출정 시기를 누설했다. 이로 인해 니칸 와이란은 누르가치의 예봉을 피해 피신을 할 수 있었다. 하지만 투런성은 누르가치에게 점령당하는 운명을 피하지 못했다. 25세의 누르가치가 감히 명나라 군다에 지원하는 건주의 주인 니칸 와이란을 패퇴시킨 것은 대사건이었다. 그의 지위는 급작스럽게 부상하게 됐다.
누르가치는 계책을 세워 노미나의 세력을 제거한 다음 노미나가 공격할 것을 제의한 바르다이(巴爾達, 만주어: ᠪᠠᡵᡩᠠᡳ Bardai)성까지 함락했다.
누르가치가 투런성과 사르후성을 얻은 뒤로 숙수후 부민은 대부분 누르가치의 부족으로 편입됐다. 그는 새로이 복속시킨 이들을 아주 잘 대해주었으며 그들이 편안하게 살면서 평소에는 자신의 직업에 종사하게 했다. 그러나 누르가치의 일족은 이에 대해 불만을 품었고 그의 1대조, 2대조, 3대조, 6대조의 자손들이 종묘사직에서 맹세한 다음 누르가치를 모살하려고 했다. 누르가치의 시위와 매부 가하샨이 이로 인해 목숨을 잃었다.
그는 가하샨의 복수를 위해 마르둔(만주어: ᠮᠠᡵᡩᡠᠨ Mardun) 성채에서 격전 끝에 대승을 거두었다. 그는 이듬해 동오부를 합병하는 데 성공했다.
1585년 2월, 누르가치는 또다시 건주의 작은 부족인 저천부의 자이퍈(만주어: ᠵᠠᡳᡶᡳᠶᠠᠨ Jaifiyan)성을 목표로 출병에 나섰다가 철군하는 과정에서 태란강에 이르렀을 때 자이퍈과 바르다이 등의 성주가 규합한 400여 명의 병력을 격파하여 자이퍈성의 주인 너신(만주어: ᠨᡝᠰᡳᠨ Nesin)과 또 다른 우두머리인 바무니(만주어: ᠪᠠᠮᡠᠨᡳ Bamuni)가 화살에 맞아 죽었다. 누르가치는 돌아와서 병마를 정돈하고 군비의 확충이 적극 나선 뒤 4월 저천부를 재정벌한다. 저천부는 이에 누르가치를 습격하기로 했다. 토모호(만주어: ᡨᠣᠮᠣᡥᠣ Tomoho), 장갸(만주어: ᠵᠠᠩᡤᡳᠶᠠ Janggiya), 바르다이, 철아호(撤兒湖), 자이퍈의 성주가 800여 명의 병사를 규합해 총공격을 감행했지만 누르가치는 어린 동생 무르가치와 부하를 이끌고 그들을 패퇴시켰다. 1년 후 토모호성을 함락했고, 1587년에는 용맹한 장수 어이두로 하여금 바르다이성을 공격해 저천부를 합병했다.
숙수후부와 동오부를 겸병하고 저천부를 멸망한 누르가치는 1586년 7월, 니칸 와이란이 은거한 오르혼(만주어: ᠣᡵᡥᠣᠨ Orhon)성을 공격했다. 이때 니칸 와이란은 도주하고 니칸 와이란의 향병 40인이 누르가치에게 30여 군데 창상을 입히는 성과를 거두었다. 하지만 누르가치는 40기를 보내 명나라의 요동도사(遼東都司)로 도주하던 니칸 와이란을 추격하도록 했고, 니칸 와이란은 명나라의 요동변장의 수비대의 수수방관으로 자이사에게 참수당한 채로 누르가치에게 받쳐졌다. 누르가치는 이로써 자신의 미래 사업을 위한 공고한 기초를 닦았다. 명나라 군대가 누르가치로 하여금 니칸 와이란을 죽이도록 방치한건 누르가치라는 존재를 인정한 까닭이었다. 이에 건주여진의 대부분의 부족이 앞다퉈 그에게 귀순하기 시작했다. 수완(만주어: ᠰᡠᠸᠠᠨ Suwan)의 우두머리 솔고(만주어: ᠰᠣᠯᡤᠣ Solgo), 동오 우두머리의 손자 호호리(만주어: ᡥᠣᡥᠣᡵᡳ Hohori), 야르구(만주어: ᠶᠠᡵᡤᡡ Yargū) 촌장 후르한(만주어: ᡥᡡᡵᡥᠠᠨ Hūrhan) 등이 모두 1588년에 무리를 이끌고 귀순한 인물이다. 같은 해 9월 누르가치는 군대를 이끌고 숙수후강과 동오부 사이의 파저강 상류의 작은 부락인 완안성을 공격하여 왕야부를 병합했다. 건주여진에 대한 누르가치의 통일 사업은 이로써 완전히 끝나게 됐고 이듬해 명 조정은 누르가치를 도독첨사로 임명했다.
1593년, 해서여진 여허의 국주 부자이와 나림불루, 하다의 국주 멍거불루, 울라의 국주 만타이의 동생 부잔타이, 호이파의 국주 바인다리, 코르친 몽골의 옹가대와 망구스 그리고 밍간, 주셔리(만주어: ᡷᡠᡧᡝᡵᡳ Jušeri)의 우두머리 율렁거(만주어: ᠶᡠᠯᡝᠩᡤᡝ Yulengge), 너연(만주어: ᠩᡝᠶᡝᠨ Neyen)의 우두머리 서오원(만주어: ᠰᡝᠣᠸᡝᠨ Seowen) 및 석시(만주어: ᠰᡝᡴᠰᡳ Seksi)와 화친하고 9부 연합군을 결성하여 건주여진을 공격하였으나 누르가치가 강을 따라 난 길이 좁고 험한 구러 산에서 매복하고 여러 장애물을 설치하여 적들을 유인한 탓에 연합군은 구러 전투에서 크게 패하였고, 이 과정에서 부자이는 낙마한 뒤 건주병 우탄에 의해 전사했다. 1595년 누르가치는 명 조정으로부터 임기 3년의 용호장군(龍虎將軍)의 직첩을 받아냈으며, 1596년 조선을 상대로 여진국건주위관속이인주(女眞國建州衛管束夷人之主)를 자칭했다.
1599년, 누르가치는 어르더니(만주어: ᡝᡵᡩᡝᠨᡳ Erdeni) 박시와 까까이(만주어: ᡤ᠋ᠠᡤ᠋ᠠᡳ G'aG'ai) 자르구치에게 명하여 몽골 문자를 개량한 주션 문자(이때는 일부 자음과 모음 옆에 점을 찍어 구분하는 체계가 아직 발달하지 않은 무권점자無圈點字였음)를 창제하게 했고, 10월 말에는 하다가 명의 중재하에 예허와 동맹을 맺고 하다로 파병된 건주의 지원군을 몰살하고 그 장수를 사로잡자 슈르가치와 함께 하다를 공격하여 25일에 하다성을 함락하고 국주 멍거부루를 생포한 뒤 하다부민을 모두 건주여진으로 사민했다.
1606년, 내칼카 바야우드의 엉거더르 타이지와 그가 인솔한 5위의 사신이 누르가치에게 쿤두런 한(만주어: ᡴᡠᠨᡩᡠᠯᡝᠨ
ᡥᠠᠨ Kundulen Han, 몽골어: ᠭᠦ‍ᠠᠳᠡᠯᠠᠨ
ᠬᠠᠠᠠᠨᠨ Kündelen Qa'an)이라는 존호를 올렸다.
1607년 9월에 호이파(輝發, Hoifa)부를,  1613년에는 울라(烏拉, Ula)부를 병합했다. 둥베이와 연해주 지역에 산재해 있던 독립국간의 패권투쟁에서 승리한 누르가치는 1616년 정월, 허투 아라에서 팔기 버일러와 여덟 암반(만주어: ᠠᠮᠪᠠᠨ Amban)에게 가난하여 고통받을 여러 나라를 돌보라는 천명을 받았다는 명분으로 겅기연 한(英明汗, 만주어: ᡤᡝᠩᡤᡳᠶᡝᠨ
ᡥᠠᠨ Genggiyen Han)으로 추대됐다. 그 사이에 삼대정은 거의 해결되었고, 명나라는 누르가치에 위기감을 느끼기 시작했고, 해서여진의 강력한 여허부를 지지함으로써 누르가치의 대항마로 삼으려 했다.
1618년 4월, 누르가치는 "7가지 큰 원한(칠대한)"이라는 격문을 발표하고 명나라에 선전포고를 했다. 이 문서에는 명나라가 여허에 가담하여 여진국을 공격한 것, 조부 기오창가와 아버지 탁시가 명군에게 사살당한 것 등이 적혀 있다.
이 무렵, 누르가치는 사위인 엉거더리 타이지와 사하랸에게 금나라 황제들의 전례를 언급한 것을 계기로 아골타가 천조제의 거란을 공격한 것과 자신의 대명전쟁을 동일시 하고, 금나라의 황제를 '우리'라고 부르는 등 금나라와의 동질성을 강조하면서 자신의 나라도 '아이신 구룬'(금나라)으로 부르기 시작했다.

### 사르후 전투
1619년 3월 명나라는 여허부(葉赫部)와 조선에 원군을 요청하여 47만에 이르는 여진 토벌군을 결성하고 이듬해 무순에서 가까운 사르후(薩爾滸, Sarhū)에서 10만여 명이라 칭하는 만주의 군대과 격돌했다. 수적으로 불리한 여진이었지만, 공을 탐한 명나라 장군 두송이 후속 부대를 기다리지 않고 성급하게 공격을 했기 때문에 각개 격파할 수 있었다(사르후 전투). 강홍립이 이끄는 조선군도 부차 전투에서 포위되어 김응하가 전사하고, 곧 항복하게 된다. 사르후에서 명군에 큰 타격을 준 누르하치는 후원자를 잃은 예허부를 습격하여, 복속함으로써 흑룡강 일대의 야인여진들을 제외한 여진족을 통일했다.

### 영원성 전투
1621년(천명 4년), 기세가 오른 누르가치는 심양, 요양을 잇따라 함락시켰고 1625년 요양 옆의 심양으로 천도했다. 이 때 금의 세력권은 요동 전역에 미쳤다. 1626년(천명 9년), 연전연승하던 누르가치는 명나라의 본토를 공격하기 위해 산해관을 함락시키려고 했다. 그런데 그 앞에 있는 영원성에서 장군 원숭환이 포르투갈에서 수입한 홍이포를 대량으로 거취하고 금군을 맞이했다. 홍이포의 위력에 금군은 패배하고, 퇴각했다. 영원성 전투로 정신적으로 충격을 받았다.

### 사망
영원성 전투 이후 누르가치는 몽골의 칼카 원정을 떠났고, 또 코르친과 동맹을 맺었다. 그렇기에 근대의 역사학자들도 누르가치가 영원성 전투에서 전사했다는 주장을 하나같이 믿지 못할 견해로 본다. 영원성 전투에서 포탄으로 인해 사망한 것은 누르가치의 아들이나 비왕으로 기록될 뿐이다. 원숭환은 "누르가치가 영원의 패전을 수치로 여겨 이로 인한 화로 종기가 생겼다"고 말한 바 있다. 팽손이 또한 《산중문견록》에 "건주국한의 등에 종기가 생겼다"라고 기록했다. 따라서 누르가치의 사망은 종기가 돋는 피부병과 관계가 있는 것으로 보이며 같은 맥락에서 청하에서 온천욕을 한 것으로 추정된다. 다만 종기가 발병한 원인이 영원성 전투에서의 포격에 의해 다친 옛 상처가 재발한 것일 가능성이 있다. 누르가치는 후계자로 지명하지 않고 팔기의 버이러들이 공동으로 협의하여 국가를 통치하라는 말을 유언으로 남기고 사망했다. 누르가치의 8남 홍 타이지는 자신과 함께 후금의 최고 권력자였던 다이샨, 아민, 망굴타이의 양해를 받아 한의 지위를 계승했다. 누르가치는 복릉(福陵, 만주어: ᡥᡡᡨᡠᡵᡳᠩᡤᠠ 
ᠮᡠᠩᡤᠠᠨ Hūturingga Munggan)에 안장됐다.

## 가족

### 조부모와 부모
- 조부: 경조 익황제(景祖 翼皇帝) 각창안(覺昌安)
- 조모: 익황후(翼皇后)
- 부친: 현조 선황제(顯祖 宣皇帝) 탑극세(塔克世)
- 모친: 선황후(宣皇后) 희탑랍씨(喜塔臘氏)

### 형제
- - 동생 : 아이신기오로 무르가치(愛新覺羅 穆爾哈赤, Aisin Gioro Murgaci, 1561-1620)
  - 동생 : 아이신기오로 슈르가치(愛新覺羅 舒爾哈齊, Aisin Gioro Šurgaci, 1564-1611)
  - 동생 : 아이신기오로 야르가치(愛新覺羅 雅爾哈齊, Aisin Gioro Yargaci, ?-?)
  - 동생 : 아이신기오로 바야라(愛新覺羅 把牙喇, Aisin Gioro Bayara, 1582-1624)

### 정후

#### 정실
| 봉호                          | 시호 | 이름(성씨)                                          | 재위년도        | 생몰년도        | 국구(장인, 장모)                  | 별칭 | 비고   |
| ----------------------------- | ---- | --------------------------------------------------- | --------------- | --------------- | --------------------------------- | ---- | ------ |
| 적복진 (嫡福晉) ↓ 원비 (元妃) |      | 동가 합합납찰청/퉁기야 하하나자칭 (佟佳 哈哈納扎靑) |                 | 1560년 ~ 1592년 | 동가 탑본파안 (佟佳 塔本巴晏)     |      | [ 27 ] |
| 계복진 (繼福晉) ↓ 계비 (繼妃) |      | 부찰 곤대/푸차 군다이 (富察 袞代)                   | 1616년 ~ 1620년 | ? ~ 1620년      | 부찰 망새두제호 (富察 莽塞杜諸祜) |      | [ 28 ] |

#### 황후(추존)
| 봉호                          | 시호                    | 이름(성씨)                                              | 재위년도                 | 생몰년도        | 국구(장인/장모)                               | 별칭   | 비고   |
| ----------------------------- | ----------------------- | ------------------------------------------------------- | ------------------------ | --------------- | --------------------------------------------- | ------ | ------ |
| 대복진 (大福晉) ↓ 대비 (大妃) | 효자고황후 (孝慈高皇后) | 엽혁나랍 맹고저저/예허나라 멍고저저 (葉赫那拉 孟固姐姐) | (추존)                   | 1575년 ~ 1603년 | 엽혁나랍 양길노 (葉赫那拉 楊吉砮)             | [ 29 ] | [ 30 ] |
| 대복진 (大福晉) ↓ 대비 (大妃) | 효열무황후 (孝烈武皇后) | 오랍나랍 아파해/울라나라 아바하이 (烏喇那拉 阿巴亥)     | (1620년 ~ 1626년) <대비> | 1590년 ~ 1626년 | 오라나랍 만태 (烏喇那拉 滿泰) 도도호 (都都護) |        | [ 31 ] |

### 측실(후궁)

#### 측비(측복진)
| 봉호       | 이름(성씨)                                              | 생몰년도   | 별칭   | 비고               |
| ---------- | ------------------------------------------------------- | ---------- | ------ | ------------------ |
| 태비(太妃) | 보르지기트 하오샨/박이제길특 호선 (博爾濟吉特 浩善)     | ? ~ 1655년 | [ 32 ] |                    |
| 측비(側妃) | 이르건기오로 라이/이이근각라 뢰 (伊爾根覺羅 賴)         |            |        |                    |
| 측비(側妃) | 예허나라 추오치/엽혁나랍 작기 (葉赫納喇 綽奇)           |            |        | 효자고황후의 동생. |
| 측비(側妃) | 보르지기트 씨 (博爾濟吉特氏)                            | ? ~ 1643년 |        |                    |
| 측비(側妃) | 합달납라 아민철철/하다나라 아민저저 (哈達納喇 阿敏哲哲) |            |        |                    |

#### 서비(서복진)
| 봉호       | 이름(성씨)                        | 생몰년도   | 별칭 | 비고                |
| ---------- | --------------------------------- | ---------- | ---- | ------------------- |
| 서비(庶妃) | 조가 씨 (兆佳氏)                  |            |      |                     |
| 서비(庶妃) | 니오후루 씨 (紐祜祿氏)            | 1566년 ~ ? |      |                     |
| 서비(庶妃) | 가목호각라 진가 (嘉穆瑚覺羅 眞哥) |            |      |                     |
| 서비(庶妃) | 시린기오로 씨 (西林覺羅氏)        | ? ~ 1646년 |      |                     |
| 서비(庶妃) | 이르건기오로 씨 (伊爾根覺羅氏)    |            |      |                     |
| 서비(庶妃) | 아제근 / 아지건 (阿濟根)          | ? ~ 1626년 |      | 천명제 사후 순장됨. |
| 낙비(樂妃) | 이혜하 (李惠霞)                   |            |      | 회족 출신.          |
| 서비(庶妃) | 덕인택 / 더인저 (德因澤)          | ? ~ 1626년 |      | 천명제 사후 순장됨. |

### 황자
| -    | 봉호                        | 시호       | 이름                                                         | 별칭   | 생몰년도        | 생모                   | 자식      | 비고                       |
| ---- | --------------------------- | ---------- | ------------------------------------------------------------ | ------ | --------------- | ---------------------- | --------- | -------------------------- |
| 장남 | 다라광략패륵 (多羅廣略貝勒) |            | 아이신기오로 추연 (愛新覺羅 褚英 /애신각라 저영)             | [ 33 ] | 1580년 ~ 1615년 | 원비 동가 씨           | 3남 1녀   | [ 34 ]                     |
| 차남 | 화석예친왕 (和碩禮親王)     | 열(烈)     | 아이신기오로 다이샨 (愛新覺羅 代善 /애신각라 대선)           | [ 35 ] | 1583년 ~ 1648년 | 원비 동가 씨           | 8남       |                            |
| 3남  | 진국공 (鎭國公)             | 근민(勤敏) | 아이신기오로 아바이 (愛新覺羅 阿拜 /애신각라 아배)           | [ 36 ] | 1585년 ~ 1648년 | 서비 조가씨            | 7남       |                            |
| 4남  | 삼등진국장군 (三等鎭國將軍) | 극결(克潔) | 아이신기오로 탕구다이 (愛新覺羅 湯古代 /애신각라 탕고대)     | [ 37 ] | 1585년 ~ 1640년 | 서비 뉴호록 씨         | 2남       | [ 38 ]                     |
| 5남  | 이혁패륵 (已革貝勒)         |            | 아이신기오로 망굴타이 (愛新覺羅 莽古爾泰 /애신각라 망고이태) | [ 39 ] | 1587년 ~ 1633년 | 계비 부찰 씨           | 9남       | [ 40 ]                     |
| 6남  | 보국공 (輔國公)             | 각후(愨厚) | 아이신기오로 타바이 (愛新覺羅 塔拜 /애신각라 탑배)           | [ 41 ] | 1589년 ~ 1639년 | 서비 뉴호록 씨         | 8남       |                            |
| 7남  | 화석요여친왕 (和碩饒餘親王) | 민(敏)     | 아이신기오로 아바타이 (愛新覺羅 阿巴泰 /애신각라 아파태)     | [ 42 ] | 1589년 ~ 1646년 | 측비 이이근각라 씨     | 5남 4녀   |                            |
| 8남  | 패륵(貝勒)                  |            | 아이신기오로 홍타이지 (愛新覺羅 皇太極 /애신각라 황태극)     |        | 1592년 ~ 1643년 | 효자고황후 엽혁나랍씨  | 11남 14녀 | 제2대 황제 숭덕제(崇德帝). |
| 9남  | 진국공 (鎭國公)             | 각희(恪僖) | 아이신기오로 바부타이 (愛新覺羅 巴布泰 /애신각라 파포태)     | [ 43 ] | 1592년 ~ 1655년 | 서비 가목호각라씨      | 3남       |                            |
| 10남 | 이혁패륵 (已革貝勒)         |            | 아이신기오로 더걸러이 (愛新覺羅 德格類 /애신각라 덕격류)     | [ 44 ] | 1592년 ~ 1635년 | 계비 부찰 씨           | 3남       | [ 40 ]                     |
| 11남 | 이혁진국장군 (已革鎭國將軍) |            | 아이신기오로 바부하이 (愛新覺羅 巴布海 /애신각라 파포해)     | [ 45 ] | 1596년 ~ 1643년 | 서비 가목호각라 씨     | 1남       | [ 40 ]                     |
| 12남 | 이혁영친왕 (已革英親王)     |            | 아이신기오로 아지거 (愛新覺羅 阿濟格 /애신각라 아제격)       | [ 46 ] | 1605년 ~ 1651년 | 효열무황후 오랍나랍 씨 | 12남      | [ 40 ]                     |
| 13남 | 보국공 (輔國公)             | 개직(介直) | 아이신기오로 라임부 (愛新覺羅 賴慕布 /애신각라 뇌모포)       | [ 47 ] | 1611년 ~ 1646년 | 서비 서림각라 씨       | 1남       |                            |
| 14남 | 화석예친왕 (和碩睿親王)     | 충(忠)     | 아이신기오로 도르곤 (愛新覺羅 多爾袞 /애신각라 다이곤)       | [ 48 ] | 1612년 ~ 1650년 | 효열무황후 오랍나랍 씨 | 1녀       | [ 49 ]                     |
| 15남 | 화석예친왕 (和碩豫親王)     | 통(通)     | 아이신기오로 도도 (愛新覺羅 多鐸 /애신각라 다탁)             | [ 50 ] | 1614년 ~ 1649년 | 효열무황후 오랍나랍 씨 | 8남       |                            |
| 16남 | 홍대자 (紅帶子)             |            | 아이신기오로 피양구 (愛新覺羅 費揚果 /애신각라 비양과)       |        | 1620년 ~ 1640년 |                        | 4남 2녀   |                            |

### 황녀
| -    | 봉호                        | 이름            | 생몰년도        | 생모               | 부마 | 별칭   | 비고    |
| ---- | --------------------------- | --------------- | --------------- | ------------------ | --- | ------ | ------- |
| 장녀 | 단장고륜공주 (端莊固倫公主) | 눈철 (嫩哲)     | 1578년 ~ 1652년 | 원비 동가 씨       | 삼등용근온순공 (三等勇勤溫順公) 동고 호호리 (董鄂 何和禮) | [ 51 ] |         |
| 차녀 | 화석공주 (和碩公主)         | 안철 (顔哲)     | 1587년 ~ 1646년 | 측비 이이근각라 씨 | 바투로이라거 (巴圖魯伊拉喀) ↓ 삼등자 (三等子) 구어라라 다르한 (郭絡羅 達爾漢)                                                                                               | [ 52 ] |         |
| 3녀  | 공주(公主)                  | 망고제 (莽古濟) | 1590년 ~ 1635년 | 계비 부찰 씨       | 하다나라 우르구다이 (哈達那拉 吳爾古代) ↓ 다라군왕 (多羅郡王) 박이제길특 쇄락목두릉 (博爾濟吉特 瑣諾木杜棱)                                                                 | [ 53 ] | [ 54 ]  |
| 4녀  | 화석공주 (和碩公主)         | 목고십 (穆庫什) | 1595년 ~        | 서비 가목호각라 씨 | 울라버일러 (烏喇貝勒) 울라나라 부잔타이 (烏拉那拉 布占泰) ↓ 일등홍의공 (一等弘毅公) 니오후루 어이두 (鈕祜祿 額亦都) ↓ 삼등과의공 (三等果毅公) 니오후루 툴거 (鈕祜祿 圖爾格) |        |         |
| 5녀  | 화석공주 (和碩公主)         |                 | 1597년 ~ 1613년 | 서비 가목호각라 씨 | 니오후루 다치 (鈕祜祿 達啓) | [ 55 ] |         |
| 6녀  | 화석공주 (和碩公主)         |                 | 1600년 ~ 1646년 | 서비 가목호각라 씨 | 삼등백 (三等伯) 여허나라 수나 (葉赫那拉 蘇納) | [ 56 ] |         |
| 7녀  | 향군품급 (鄕君品級)         |                 | 1604년 ~ 1685년 | 측비 이이근각라 씨 | 나라 어차이 (納喇 鄂札伊) |        | 요절함. |
| 8녀  | 화석공주 (和碩公主)         | 송고도 (松古圖) | 1612년 ~ 1646년 | 측비 엽혁나랍 씨   | 일등민양공 (一等敏襄公) 보르지기트 구르보시 (博爾濟吉特 古爾布什) | [ 57 ] | 요절함. |

※수강태비를 제외한 비(妃)는 실제로 봉작된 위호가 아닌 사칭(史稱)으로, 후금(後金)의 명부(命夫) 위호인 복진(계복진·측복진·서복진)을 청(淸) 개국 후 정비된 후비(后妃) 제도에 맞춘 것이다. 원비는 원배(元配·初配)임을 강조하기 위한 사칭(史稱)으로, 숭덕제의 원배 뉴호록 씨 역시 마찬가지다.

## 기년과 연호
| 연호       | 사용기간 | 사용기간 | 년수 | 비고 |
| ---------- | -------- | -------- | ---- | ---- |
| 천명(天命) | 1616년   | 1626년   | 11년 |      |

## 천명제가 등장한 작품
- 《회천문》 (MBC, 1986년~1986년, 배우:백인철)
- 《남한산성》 (MBC, 1986년~1987년, 배우:백인철)
- 《왕의 얼굴》 (KBS2 수목드라마, 2014년~2015년, 배우:송영규)

## 같이 보기
- 다루가치
- 이성량